# Камчатски мрмот
Камчатски мрмот (лат. Marmota camtschatica) је сисар из реда глодара и породице веверица (Sciuridae). 

## Распрострањеност и станиште
Русија је једино познато природно станиште врсте. Камчатски мрмот има станиште на копну.

## Угроженост
Ова врста није угрожена, и наведена је као последња брига јер има широко распрострањење.

### Популациони тренд
Популациони тренд је за ову врсту непознат.